# Inbördeskriget i Nordjemen
Inbördeskriget i Nordjemen (arabiska: ثورة 26 سبتمبر) pågick 1962–1970 mellan rojalister (Kungariket Jemen) och republikaner (Arabrepubliken Jemen). Kriget började med en statskupp som utfördes av den republikanska ledaren, Abdullah as-Sallal, som avsatte den nyligen krönte Imam al-Badr och förklarade Jemen som en republik under hans ordförandeskap. Imamen flydde till saudarabiska gränsen och samlade folkligt stöd.
På den rojalistiska sidan understödde Jordanien och Saudiarabien med militärt bistånd och Storbritannien gav hemligt stöd, medan republikanerna understöddes av Egypten och uppgavs ha fått stridsflygplan från Sovjetunionen. Både irreguljära och konventionella utländska styrkor var inblandade. Egyptens president Gamal Abdel Nasser stödde republikanerna med så många som 70 000 egyptiska trupper. Trots flera militära offensiver och fredskonferenser kom kriget till ett dödläge. Egyptens deltagande i kriget anses ha påverkat landets förmåga under sexdagarskriget i juni 1967, varefter Nasser fann det allt svårare att upprätthålla sin armés deltagande och började dra tillbaka de egyptiska styrkorna från Jemen.
Egyptiska militära historiker hänvisar till kriget i Jemen som deras Vietnam, och historikern Michael Oren (Israels ambassadör till USA) skrev att Egyptens militära äventyr i Jemen var så katastrofalt att "det nära förestående Vietnamkriget kunde lätt ha fått namnet Amerikas Jemen."